# Anita Caron
Anita Caron, née en 1927 à Montréal et morte le 22 juillet 2016 à Montréal, est une universitaire canadienne. Professeure en sciences religieuses à l’Université du Québec à Montréal de 1969 à 1993, elle a aussi contribué à la naissance et à l’essor des études féministes au Québec. 

## Biographie
Titulaire d'un brevet d'enseignement en 1946, elle enseigne en enfance inadaptée au niveau primaire à Montréal. 
En 1968, elle est la première femme laïque à obtenir un doctorat en théologie de l’Université de Montréal. Sa thèse, intitulée Le mythe et la théologie : étude concernant les recherches de théologiens catholiques sur le mythe et la démythisation, porte sur la démythologisation selon Bultmann. 

## Activités professionnelles
Elle fonde avec des collègues le département de sciences religieuses lors de la création de l'Université du Québec à Montréal en 1969.
En 1977, Anita Caron participe à la fondation du Groupe interdisciplinaire d’enseignement et de recherche féministes (GIERF) de l’Université du Québec à Montréal, devenu l’Institut de recherches et d’études féministes (IREF) en 1990. Elle en est la première directrice, de 1990 à 1993,.

## Œuvre
- Caron Anita et Archambault Lorraine (dir.), Thérèse Casgrain : une femme tenace et engagée, Ste-Foy, PUQ, 1993 (lire en ligne), en texte intégral dans Les Classiques des sciences sociales (classiques.uqac.ca)
- Caron, Anita (dir.), Femmes et pouvoir dans l'Église, Montréal, VLB, 1991.  (ISBN 2890054462)